# Ginnastica ai Giochi della X Olimpiade - Clave indiane
La competizione della clave indiane di Ginnastica artistica dei Giochi della X Olimpiade si è svolta al Memorial Coliseum di Los Angeles il giorno 9 agosto 1932.

## Risultati
| Pos.    | Atleta                 | Nazione     | Punti |
| ------- | ---------------------- | ----------- | ----- |
| Oro     | George Roth            | Stati Uniti | 26,9  |
| Argento | Phil Erenberg          | Stati Uniti | 26,7  |
| Bronzo  | William Kuhlemeier     | Stati Uniti | 25,9  |
| 4       | Francisco José Álvarez | Messico     | 25,4  |